# 广德直隶州

广德州在安徽省的位置（1820年）

广德直隶州是明、清两代的一个直隶州。辖区大致相当于今日安徽省的广德县、郎溪县。
元朝时为广德路，属江浙行省。元朝末年，朱元璋政权改为广兴府。洪武四年（1371年）九月，称广德州，治所在广德县。洪武十三年（1380年）四月，广德县省入广德州，直隶于京师（南直隶）。清朝时，属安徽省。广德直隶州下辖1个县：建平县（今郎溪县）。清代，广德直隶州与該省的宁国府、浙江省湖州府以及江苏省常州府、镇江府、江宁府相邻。1912年（民国元年），撤废广德直隶州。